# Lektine

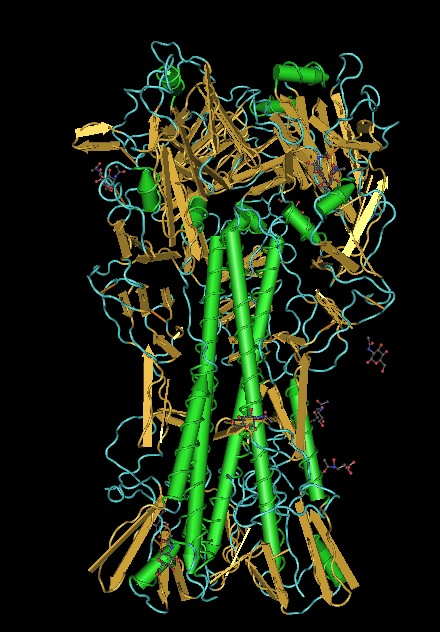
Hämagglutinin lateral

Lektine sind komplexe Proteine oder Glykoproteine, die spezifische Kohlenhydratstrukturen binden und dadurch in der Lage sind, sich spezifisch an Zellen bzw. Zellmembranen zu binden und von dort aus biochemische Reaktionen auszulösen. Sie üben jedoch keine enzymatische Aktivität aus.
Lektine (lateinisch legere ‚lesen‘, ‚auswählen‘) können verschiedene Stoffwechselvorgänge wie die Zellteilung, die ribosomale Proteinbiosynthese, die Agglutination von Zellen (in Bezug auf rote Blutkörperchen ist das eine Hämagglutination) oder das Immunsystem (Ficoline) beeinflussen.
Lektine sind weit verbreitet. Sie können von Tieren, Pflanzen oder Mikroorganismen gebildet werden.

## Einteilung
Zu den Lektinen gehören N-Acetylglucosamin-bindende Gramineae-Lektine, die Chitin-bindenden Solanaceae-Lektine, die Gruppe der Leguminosen-Lektine und die Mannose-bindenden Lektine aus Amaryllidaceae, Alliaceae und Orchidaceae. Die Lektine aus Aegopodium podagraria und Urtica dioica sind bisher keiner Gruppe zugeordnet. Darüber hinaus sind noch viele weitere Lektine bekannt.
Zu Lektinen zählen auch einige AB-Toxine wie z. B. hochmolekulare Samenglykoproteine wie das Rizin oder wie die bakteriellen Toxine Shiga-Toxin, Vero-Toxin, Diphtherietoxin, Exotoxin A oder alpha-Sarcin. Abrin, Phasine (nach Phaseolus vulgaris, der Gartenbohne: Red kidney bean lectin, Erythroagglutinin, PHA-E, Phaseolin) und IgSF (englisch I-type lectins ‚I Typ Lektine‘), Calnexin und Calreticulin sind verschiedene Lektine. Ein Beispiel für ein Lektin ohne Zuckerrest ist Concanavalin A aus den Samen der Jackbohne Canavalia ensiformis.
| Bezeichnung                                | Organismen                            | physiologische Funktion                      | Besonderheiten                              | Kohlenhydratspezifität                                                  |
| ------------------------------------------ | ------------------------------------- | -------------------------------------------- | ------------------------------------------- | ----------------------------------------------------------------------- |
| Abrin                                      | Abrus precatorius                     |                                              |                                             |                                                                         |
| alpha-Sarcin                               | Schimmelpilz Aspergillus giganteus    | Translationshemmung                          | Toxin                                       |                                                                         |
| Calnexin                                   |                                       | Chaperon                                     |                                             |                                                                         |
| Calreticulin                               |                                       | Chaperon                                     |                                             |                                                                         |
| Concanavalin A                             | Jackbohne                             |                                              | ohne Zuckerreste                            | α-D-mannosyl- und α-D-glucosyl-Reste                                    |
| Diphtherietoxin                            | Corynebacterium diphtheriae           | Eindringen in Zellen und Translationshemmung | Diphtherie                                  |                                                                         |
| Exotoxin A                                 | Pseudomonas aeruginosa                | Eindringen in Zellen                         | Toxin                                       |                                                                         |
| Immunglobulin-Superfamilie                 | Säugetiere                            |                                              |                                             |                                                                         |
| Linsen-Lektin (LCH)                        | Lens culinaris                        |                                              |                                             | Mannosylierte Fucose                                                    |
| Mitogillin                                 | Schimmelpilz Aspergillus restrictus   | Translationshemmung                          | Toxin                                       |                                                                         |
| Phasine                                    | Gartenbohne, Kichererbse              | Agglutinine                                  | Hämagglutination, Toxin, hitzedeaktivierbar |                                                                         |
| Winterling-Lektin                          | Winterling Eranthis hyemalis          | Translationshemmung                          | Ribosom-inaktivierendes Protein Typ II      | N-Acetyl-D-galactosamin                                                 |
| Erdnuss-Agglutinin (PNA)                   | Erdnuss                               |                                              |                                             | Galactose-β1-3-N-Acetylgalactosamin-α1-Ser/Thr                          |
| Favabohnen-Lektin (VFA)                    | Favabohne                             |                                              |                                             |                                                                         |
| Hämagglutinin (HA)                         | Influenzavirus                        |                                              |                                             |                                                                         |
| Holunder-Lektin (SNA)                      | Schwarzer Holunder                    |                                              | auch Nigrin B genannt                       | Neu5Ac-α2-6-GalNAc-Reste                                                |
| Jacalin (AIL)                              | Artocarpus integrifolia               |                                              |                                             | (Sialinsäure)-Gal-β1-3-GalNAc-α1-Serin/Threonin                         |
| Maackia amurensis Leukoagglutinin (MAL)    | Asiatisches Gelbholz                  |                                              |                                             | Neu5Ac/Gc-α2-3-Gal-β1-4-GlcNAc                                          |
| Maackia amurensis Hämoagglutinin (MAH)     | Asiatisches Gelbholz                  |                                              |                                             | Neu5Ac/Gc-α2-3-Gal-β1-3-(Neu5Ac-α2,6)GalNac                             |
| Orangeroter-Becherling-Lektin (AAL)        | Orangeroter Becherling                |                                              |                                             | Fucα1-2Galβ1-4(Fucα1-3/4)Galβ1-4GlcNAc, R2-GlcNAcβ1-4(Fucα1-6)GlcNAc-R1 |
| Phytohämagglutinin (PHA)                   | Leguminosen                           |                                              |                                             |                                                                         |
| Restrictocin                               | Schimmelpilz Aspergillus restrictus   | Translationshemmung                          | Toxin                                       |                                                                         |
| Ricin (RCA)                                | Wunderbaum                            | Translationshemmung                          | Samenglykoprotein                           | Galactose-β1-4-N-Acetylgalactosamin-β1-Reste                            |
| Robin                                      | Gewöhnliche Robinie                   |                                              |                                             |                                                                         |
| Schneeglöckchen-Lektin (GNA)               | Kleines Schneeglöckchen               |                                              |                                             | α-1-3- und α-1-6-verknüpfte Mannose                                     |
| Shiga-Toxin                                | Shigella dysenteriae                  | Translationshemmung                          | Shigellose                                  |                                                                         |
| Soyabohnen-Lektin (SBA)                    | Sojabohne                             |                                              |                                             |                                                                         |
| Stechginster-Lektine (Gorse, Furze, UEA-I) | Stechginster                          |                                              |                                             | UEA: Fucα1-2Gal-R                                                       |
| Vero-Toxin                                 | Enterohämorrhagische Escherichia coli |                                              | Bakterienruhr                               |                                                                         |
| Weizenkeim-Lektin (WGA)                    | Weizen                                |                                              |                                             | GlcNAc-β1-4-GlcNAc-β1-4-GlcNAc, 5-Acetyl-Neuraminsäure                  |
| Wicken-Lektin (VVL)                        | Vicia villosa                         |                                              |                                             |                                                                         |

## Funktionen und Wirkungen

### Wirkung in der Ernährung
Einige Gemüsearten enthalten in frischem Zustand Lektine, die giftig für den Menschen oder Haustiere sind. Diese Lektine werden durch Erhitzen beim Kochen, Frittieren oder andere Formen von Garen denaturiert und dabei in eine ungefährliche chemische Form umgewandelt. Sie behalten diese ungefährliche Form auch, nachdem die Speise wieder abgekühlt ist. Gartenbohnen, Kichererbsen und Sojabohnen sollten daher nur gegart konsumiert werden.
Die giftige Wirkung von Lektinen in der Ernährung besteht darin, dass sie rote Blutkörperchen verklumpen lassen. Ab einer bestimmten Menge führen manche Lektine zu Kopfschmerzen, Erbrechen, Durchfall sowie zu Magen- und Darmbeschwerden, in extremen Fällen kann der Verzehr tödlich enden. Bei besonders lektinreichen Arten, wie beispielsweise Feuerbohnen, können bereits vier oder fünf rohe Samen beim Erwachsenen ernste Symptome verursachen. Vergiftungssymptome treten rasch ein, meist ein bis drei Stunden nach Verzehr, und verschwinden in der Regel ebenso rasch wieder – etwa drei bis vier Stunden nach dem Einsetzen.

### Antibiotische Wirkung
In ihrer Wirkungsweise ähneln Lektine oftmals den Antibiotika. So ist Rizin ein potenter Hemmer der ribosomalen Proteinbiosynthese. Zum Teil wirken Lektine toxisch auf Kleinlebewesen und finden somit Verwendung als Pflanzenschutzmittel gegen Insekten.

### Botenstoffe
Lektine sind in der Regel an der äußeren Membranoberfläche angelagert. Zudem spielen sie eine Rolle bei der Kommunikation und Interaktion von Zellen und Organismen. Sie sind beispielsweise an vielen Erkennungsprozessen beteiligt. So können sich mit Hilfe der Lektin-Polysaccharid-Interaktion Bakterien wie das Rhizobium trifolii an die Wurzeln von Klee heften. Mit der Erkennung wird die Symbiose von Knöllchenbakterien und Hülsenfrüchtlern erst möglich und ist dadurch spezifisch.
Ähnliche Erkennungsmechanismen spielen bei der Befruchtung der menschlichen Eizelle eine Rolle.

### Keimung
Lektine können im Rahmen der Ontogenese eine Rolle spielen. Durch den Keimvorgang werden einige pflanzliche Lektine inaktiviert.

### Chaperone
Beispiele für Lektine sind Calnexin und Calreticulin, die als Chaperone bei der Proteinfaltung dienen.

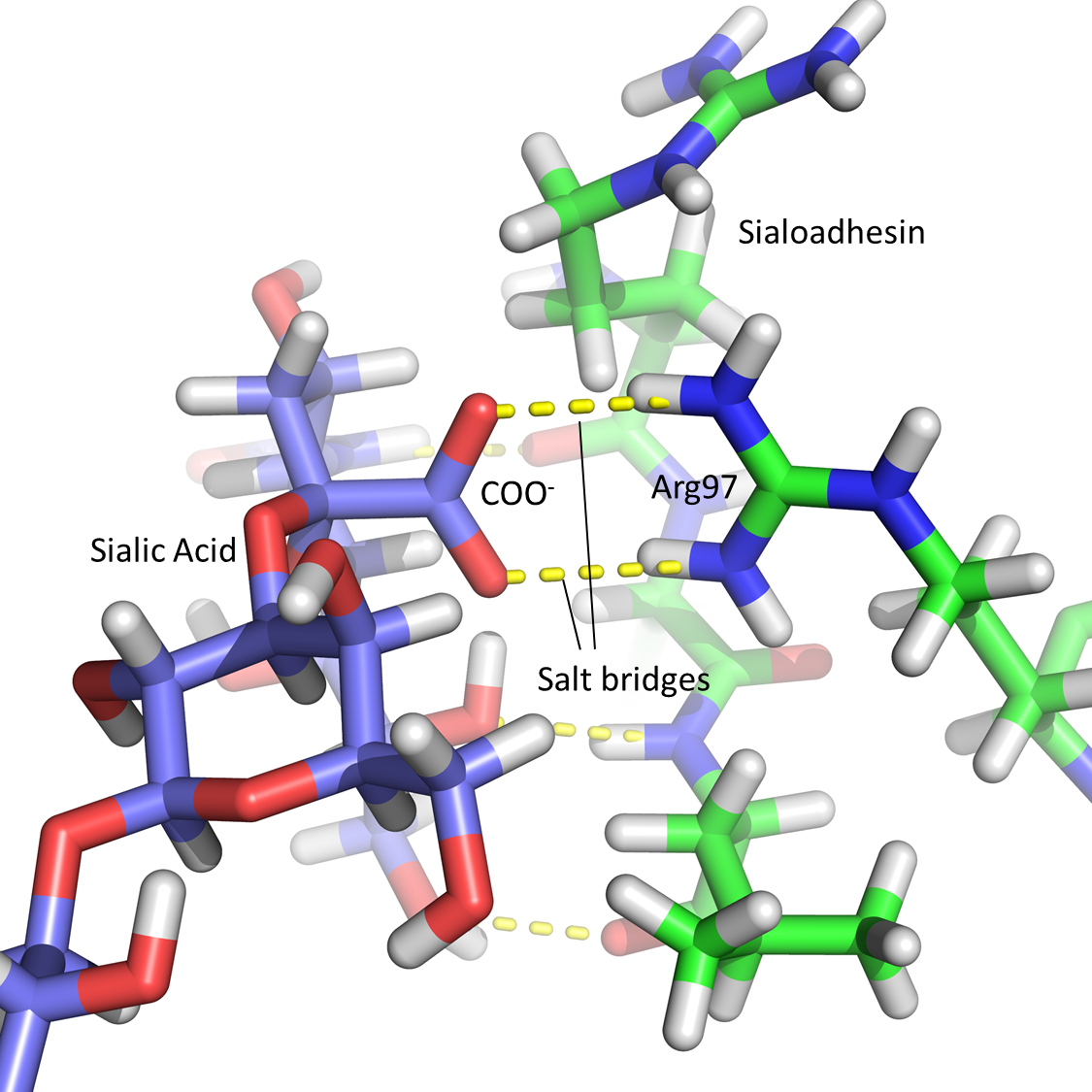
Sialoadhesin, ein SIGLEC (ein IgSF) komplexiert mit einem Sialinsäure-Glycan.
lila: Glycan, grün: Protein-Kohlenstoff, rot: Sauerstoff, blau: Stickstoff, weiß: Wasserstoff

### IgSF
Über 500 verschiedene Proteine der IgSF-Immunglobulin-Familie wurden aufgrund bioinformatischer Analysen von Säugetier-Genomen vorausgesagt. Dazu gehört die SIGLEC-Familie (englisch sialic acid–binding immunoglobulin-type lectins), eine Gruppe Sialinsäure bindender Lektine.

## Vorkommen in Hülsenfrüchten
Folgende Tabelle stellt den Lektingehalt verschiedener Hülsenfrüchte dar (laut USFDA):
| Sorte                         | Lektingehalt in hämagglutinierenden Einheiten (HAE) |
| ----------------------------- | --------------------------------------------------- |
| Rote Kidney-Bohne, roh        | 20.000–70.000                                       |
| Weiße Kidneybohne, roh        | 7.000–23.000                                        |
| Ackerbohne, roh               | 1.000–7.000                                         |
| Rote Kidney-Bohne, gargekocht | 200–400                                             |